# Ana Tomeno
Ana Tomeno (Sevilla, 29 de julio de 1998) es una actriz y modelo española.

## Biografía
Ana Tomeno nació el 29 de julio de 1998 en Sevilla, en la comunidad de Andalucía (España), desde temprana edad mostró interés por la actuación, y tiene una hermana llamada Maaria.

## Carrera

### Educación
Ana Tomeno comenzó su carrera en la industria del entretenimiento desde su infancia. Más tarde se inscribió en varias universidades de actuación para avanzar en su profesión de actriz. Además, recibió instrucción actoral profesional de reconocidos artistas como Julián Martínez, Maitane San Nicolás y Enrique Cervantes. Posteriormente trabajó en obras de teatro y producciones así como en programas de televisión.

### Carrera de actuación
En 2014 debutó en el mundo del cine con la película La isla mínima dirigida por Alberto Rodríguez Librero, donde interpretó el papel de Marina. En 2020 formó parte del elenco de la serie Patria. Al año siguiente, en 2021, interpretó el papel de Inés Montalvo en la serie de televisión La templanza.
Posteriormente ganó el Premio Goya a la mejor interpretación en la película La isla mínima y fue nominada a los Premios Feroz.
En 2022 fue elegida para interpretar el personaje de Eva en la serie Feria: la luz más oscura gracias a sus excelentes dotes actorales. La serie se estrenó en Netflix por primera vez el 28 de enero de 2022 y protagonizó junto a actores como Carla Campra, Marta Nieto, Patricia López Arnaiz, Isak Férriz, Ernest Villegas, Ángela Cremonte y Jorge Motos.

## Filmografía

### Cine
| Año  | Título         | Personaje | Director                  |
| ---- | -------------- | --------- | ------------------------- |
| 2014 | La isla mínima | Marina    | Alberto Rodríguez Librero |

### Televisión
| Año  | Título                   | Personaje             | Cadeña      | Notas       |
| ---- | ------------------------ | --------------------- | ----------- | ----------- |
| 2020 | Patria                   |                       | HBO España  |             |
| 2021 | La templanza             | Inés Montalvo (joven) | Prime Video |             |
| 2022 | Feria: la luz más oscura | Eva                   | Netflix     | 8 episodios |

## Premios y reconocimientos
| Año  | Premio       | Categoría    | Trabajo        | Resultado |
| ---- | ------------ | ------------ | -------------- | --------- |
| 2014 | Premio Goya  | Mejor actriz | La isla mínima | Ganadora  |
| 2014 | Premio Feroz | Mejor actriz | La isla mínima | Nominada  |